# Třída Denver
Třída Denver byla třída chráněných křižníků námořnictva Spojených států amerických. Postaveno bylo šest jednotek této třídy. Byla to plavidla určená ke službě v tropických vodách, u kterých vytrvalost převažovala nad výzbrojí a pancéřovou ochranou.

## Stavba
Celkem bylo postaveno šest jednotek této třídy. Každou postavila jiná americká loděnice. Stavba proběhla v loděnicích Neafie & Levy Ship and Engine Building Corporation ve Filadelfii, Fore River Ship and Engine Corporation v Quincy ve státě Massachusetts, Crescent Shipyard v Elizabeth ve státě New Jersey, William R. Trigg Company v Richmondu, Union Iron Works v San Francisku a Bath Iron Works v Bathu ve státě Maine. Do služby byly přijaty v letech 1903–1905.
Jednotky třídy Denver:
| Jméno                   | Loděnice                                           | Založení kýlu | Spuštěna | Vstup do služby   | Poznámka                  |
| ----------------------- | -------------------------------------------------- | ------------- | -------- | ----------------- | ------------------------- |
| USS Denver (CL-16)      | Neafie & Levy Ship and Engine Building Corporation | 1900          | 1902     | 17. května 1904   | vyřazen 1931              |
| USS Des Moines (CL-17)  | Fore River                                         | 1900          | 1902     | 5. března 1904    | vyřazen 1921              |
| USS Chattanooga (CL-18) | Crescent Shipyard                                  | 1900          | 1903     | 11. října 1904    | vyřazen 1921              |
| USS Galveston (CL-19)   | William R. Trigg Company                           | 1901          | 1903     | 15. února 1905    | vyřazen 1930              |
| USS Tacoma (CL-20)      | Union Iron Works                                   | 1900          | 1903     | 30. ledna 1904    | ztroskotal 16. ledna 1924 |
| USS Cleveland (C-19)    | Bath Iron Works                                    | 1900          | 1901     | 2. listopadu 1903 | vyřazen 1929              |

## Konstrukce

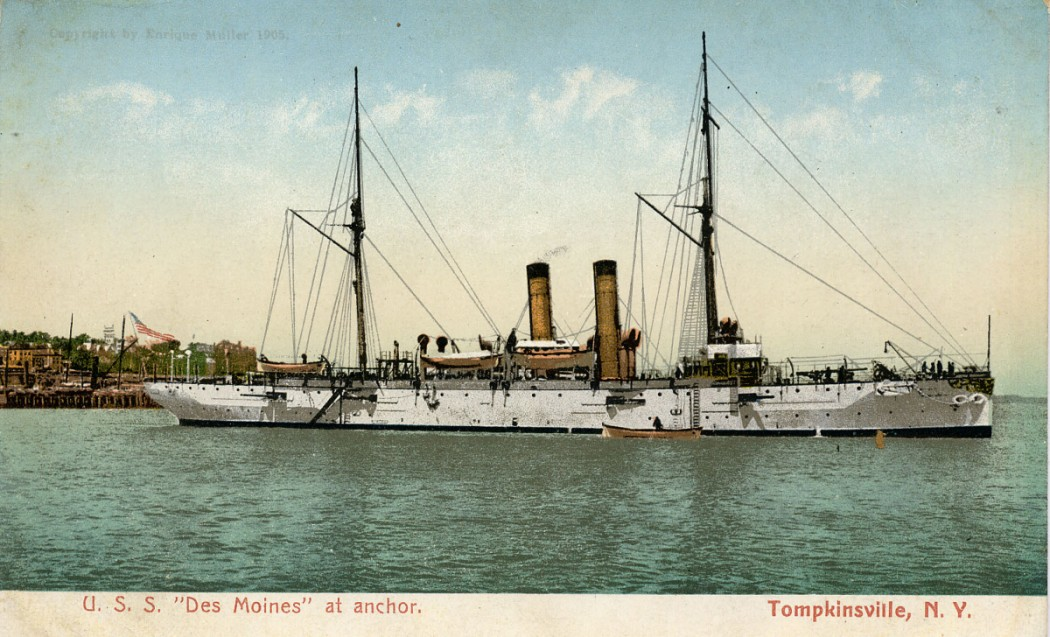
USS Des Moines

Pancéřování tvořila pancéřová paluba o síle 63 mm. Pro pancéřování byla použita Harveyova ocel s příměsí niklu. Výzbroj křižníků tvořilo deset 127mm kanónů, osm 57mm kanónu a dva 37mm kanóny. Osm 127mm kanónů bylo umístěno na hlavní palubě, zbylá dvě byla za pancéřovými štíty na přídi a na zádi plavidla. Loď nesla 260 nábojů pro každý 127mm kanón a 500 nábojů pro každý 57mm kanón. Pohonný systém tvořilo šest kotlů Babcock & Wilcox a dva parní stroje o výkonu 4500 hp. Lodní šrouby byly dva. Nejvyšší rychlost dosahovala 16,5 uzlu. Zásoba uhlí činila 700 tun. Umožňovala dosah přibližně 2600 námořních mil při plavbě plnou rychlostí a 7000 námořních mil při plavbě rychlostí 10 uzlů.